# Jean Elias
Jean Elias Peixoto, mais conhecido como Jean Elias (Alegre, 5 de dezembro de 1969), é um ex-futebolista brasileiro que atuava como zagueiro.
Sua carreira teve um fato marcante de forma negativa, em 6 de setembro de 1998 durante jogo do seu time o Cruzeiro, no Estádio São Januário, rompeu o ligamento cruzado anterior do joelho direito do jogador Pedrinho, então no Vasco da Gama, após uma falta violentíssima. O fato ocorreu dois dias antes do jogador vascaino se apresentar a Seleção Brasileira, da qual foi cortado devido ao fato.

## Títulos
Desportiva Capixaba
- Campeonato Capixaba: 1989

Cruzeiro
- Copa do Brasil - 1996

América-SP
- Campeonato Paulista de Futebol - Série A2: 1999

Bahia
- Campeonato Baiano - 2001
- Copa do Nordeste: 2001, 2002